# Castell de la Solana
El Castell de la Solana (també conegut com a Castell d'Aixa) està situat al cim Beniquasi, el més elevat de la serra de la Costera de la Solana (Marina Alta), a una altura de 606 m sobre el nivell del mar. El seu terme castral comprenia els municipis d'Alcalalí, Xaló i Llíber. Com a únic vestigi de la fortalesa resta el basament d'una torre rectangular de 12 x 4,50 m. Està catalogat com a Bé d'Interés Cultural número 03.30.006-008 en la tipologia d'edificis militars, castells.

## Evolució històrica

### Època antiga
A finals del segle xix, a l'alt de Beniquasi, uns veïns de Xaló van trobar restes de ceràmica que fan pensar en la possibilitat que hi haguera existit un assentament ibèric. Els ibers solien instal·lar-se en llocs elevats que els permeteren controlar visualment els accessos als seus poblats. En eixe sentit, des de l'alt de Beniquasi es poden contemplar, a més d'Alcalalí, Xaló i Llíber, les poblacions de la Llosa de Camatxo, Benissa, Gata de Gorgos i la línia costanera que va des del Castell de Cullera fins a Altea. És probable que, acabades les lluites entre romans i ibers, la població s'establira definitivament al pla, on la terra fou dividida en parcel·les dites "quintae" o "pagi" (una d'elles fou el "Pagus Salonii", origen de Xaló).

### Època àrab
La importància estratègica del lloc també la van saber valorar els musulmans, a qui es deu la construcció del castell i el topònim amb què és conegut: Aixa. Van escollir el nom en memòria d'Aixa, l'esposa del profeta Mahoma, que era venerada per dos virtuts que va posseir en vida: la saviesa i el coratge. Abans de ser incorporat als dominis de Jaume I, el castell d'Aixa va pertànyer al valí Hudäyl Al-Sähuir fins a l'any 1230, en què va morir i el castell el va heretar el seu fill, Habu Abdala Ibn Hudäyl, dit també "Al-Azraq".

### Època moderna
L'any 1561 el rei Felip II va encomanar a l'enginyer italià Giovanni Battista Antonelli la inspecció de tots els castells de la Marina, però en l'informe que va elaborar no hi cap referència al castell de la Solana. La manca de menció podria respondre a un oblit, però és més raonable pensar que l'enginyer no el va incloure perquè aleshores ja era una ruïna.

## Alqueries i rahals d'Aixa a l'època medieval
- Albayrén
- Alquellelin (l'actual Alcalalí)
- Arahal

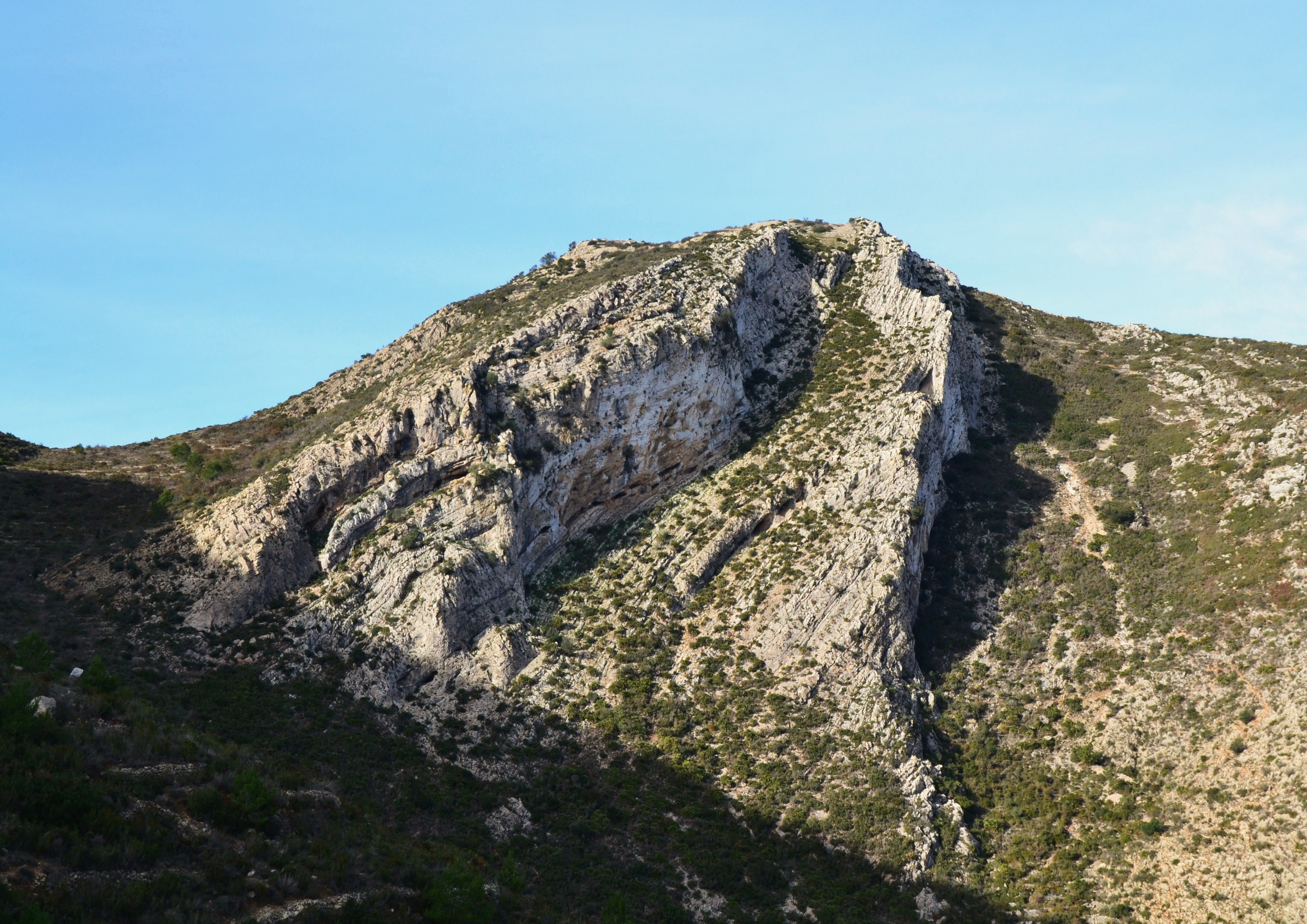
Muntanya on està el castell d'Aixa.

- Atrayello (la Traella del segle xv)
- Beniatia
- Benibéder
- Benibrahim (l'actual Benibrai)
- Benixaloní (=El Ràfol de Xaló?)
- Cotar (l'actual Cuta)
- El Ràfol de Famut
- Llíber
- Llosa
- Murta (o La Murta)
- Muscayra (l'actual Mosquera)